# Philippe Étancelin
Philippe Jean Armand Étancelin (* 28. Dezember 1896 in Rouen; † 13. Oktober 1981 in Neuilly-sur-Seine) war ein französischer Automobilrennfahrer.

## Karriere
Phi-Phi, wie er von seinen Freunden genannt wurde, war der Prototyp eines Privatfahrers. Nie gehörte er einem Werksteam an, sondern bestritt mit eigenen Rennwagen zahlreiche Rennen. Seine Karriere begann 1926 mit einem Bugatti. 1927 feierte er seinen ersten Sieg beim Grand Prix de la Marne, dem 1929 weitere bei französischen Rennen folgten. Sein größter Erfolg war der Große Preis von Frankreich 1930. Mit Alfa Romeo, Maserati und Talbot trat er in den 1930ern mit unterschiedlichem Erfolg an.
1934 gewann er zusammen mit Luigi Chinetti auf einem Alfa Romeo 8C 2300 die 24 Stunden von Le Mans.
Nach dem Krieg feierte er weitere Erfolge in einem Talbot, in der ersten Formel-1-Weltmeisterschaftssaison 1950 erreichte er zwei fünfte Plätze. Sein letztes Rennen, den nicht zur Weltmeisterschaft zählenden Grand Prix von Rouen, bestritt er 1953 im Alter von 56 Jahren und wurde Dritter.
Nach seinem Rücktritt blieb er dem Sport verbunden, er tauchte oft in den Boxen oder bei Treffen historischer Rennwagen auf. Étancelin starb 1981 im Alter von 84 Jahren.

## Statistik

### Rennen
- 1927
  - Grand Prix de la Marne in Reims auf Bugatti T35B. Sieger

- 1928
  - Großer Preis von Marne in Reims auf Bugatti T35C. Ausfall

- 1929
  - Grand Prix d’Antibes in La Garoupe auf Bugatti T35C. Ausfall
  - Großer Preis von Monaco auf Bugatti T35C. 6. Platz
  - Grand Prix de la Marne in Reims auf Bugatti T35C. Sieger
  - Großer Preis von Spanien in Lasarte-San Sebastian auf Bugatti T35C. Ausfall
  - Grand Prix du Comminges in La Baule auf Bugatti T35C. Sieger
  - Grand Prix de La Baule auf Bugatti T35C. Sieger
  - Großer Preis von Tunesien auf dem Carthage Grand Prix Circuit auf Bugatti T35C. 4. Platz

- 1949
  - Grand Prix de Pau auf Talbot-Lago T26C. Ausfall
  - Grand Prix de Paris in Montlhéry auf Talbot-Lago T26C. Sieger
  - Großer Preis von Großbritannien in Silverstone auf Talbot-Lago T26C. 5. Platz
  - Grand Prix de Marseille auf dem Circuit de Miramas auf Talbot-Lago T26C. 2. Platz
  - Großer Preis von Belgien in Spa-Francorchamps auf Talbot-Lago T26C. Ausfall
  - Großer Preis der Schweiz in Bern-Bremgarten auf Talbot-Lago T26C. 4. Platz

### Statistik in der Automobil-Weltmeisterschaft

#### Gesamtübersicht
| Saison | Team                       | Chassis             | Motor           | Rennen | Siege | Zweiter | Dritter | Poles | schn. Rennrunden | Punkte | WM-Pos. |
| ------ | -------------------------- | ------------------- | --------------- | ------ | ----- | ------- | ------- | ----- | ---------------- | ------ | ------- |
| 1950   | Team Philippe Etancelin    | Talbot-Lago T26C    | Talbot 4.5 L6   | 4      | −     | −       | −       | −     | −                | 3      | 18.     |
| 1950   | Automobiles Talbot-Darracq | Talbot-Lago T26C-DA | Talbot 4.5 L6   | 1      | −     | −       | −       | −     | −                | 3      | 18.     |
| 1950   | Team Philippe Etancelin    | Talbot-Lago T26C-DA | Talbot 4.5 L6   | 1      | −     | −       | −       | −     | −                | 3      | 18.     |
| 1951   | Team Philippe Etancelin    | Talbot-Lago T26C-DA | Talbot 4.5 L6   | 5      | −     | −       | −       | −     | −                | −      | NC      |
| 1952   | Escuderia Bandeirantes     | Maserati A6GCM      | Maserati 2.0 L6 | 1      | −     | −       | −       | −     | −                | −      | NC      |
| Gesamt | Gesamt                     | Gesamt              | Gesamt          | 12     | −     | −       | −       | −     | −                | 3      |         |

#### Einzelergebnisse
| Saison | 1   | 2   | 3   | 4   | 5   | 6 | 7 | 8 |
| ------ | --- | --- | --- | --- | --- | - | - | - |
| 1950   |     |     |     |     |     |   |   |   |
| 8      | DNF |     | DNF | DNF | 5   | 5 |   |   |
| 1951   |     |     |     |     |     |   |   |   |
| 10     |     | DNF | DNF |     | DNF |   | 8 |   |
| 1952   |     |     |     |     |     |   |   |   |
|        |     |     | 8   |     |     |   |   |   |

| Legende  | Legende            | Legende                                                          |
| Farbe    | Abkürzung          | Bedeutung                                                        |
| -------- | ------------------ | ---------------------------------------------------------------- |
| Gold     | –                  | Sieg                                                             |
| Silber   | –                  | 2. Platz                                                         |
| Bronze   | –                  | 3. Platz                                                         |
| Grün     | –                  | Platzierung in den Punkten                                       |
| Blau     | –                  | Klassifiziert außerhalb der Punkteränge                          |
| Violett  | DNF                | Rennen nicht beendet (did not finish)                            |
| Violett  | NC                 | nicht klassifiziert (not classified)                             |
| Rot      | DNQ                | nicht qualifiziert (did not qualify)                             |
| Rot      | DNPQ               | in Vorqualifikation gescheitert (did not pre-qualify)            |
| Schwarz  | DSQ                | disqualifiziert (disqualified)                                   |
| Weiß     | DNS                | nicht am Start (did not start)                                   |
| Weiß     | WD                 | zurückgezogen (withdrawn)                                        |
| Hellblau | PO                 | nur am Training teilgenommen (practiced only)                    |
| Hellblau | TD                 | Freitags-Testfahrer (test driver)                                |
| ohne     | DNP                | nicht am Training teilgenommen (did not practice)                |
| ohne     | INJ                | verletzt oder krank (injured)                                    |
| ohne     | EX                 | ausgeschlossen (excluded)                                        |
| ohne     | DNA                | nicht erschienen (did not arrive)                                |
| ohne     | C                  | Rennen abgesagt (cancelled)                                      |
| ohne     | keine WM-Teilnahme |                                                                  |
| sonstige | P/fett             | Pole-Position                                                    |
| sonstige | 1/2/3/4/5/6/7/8    | Punktplatzierung im Sprint-/Qualifikationsrennen                 |
| sonstige | SR/kursiv          | Schnellste Rennrunde                                             |
| sonstige | *                  | nicht im Ziel, aufgrund der zurückgelegten Distanz aber gewertet |
| sonstige | ()                 | Streichresultate                                                 |
| sonstige | unterstrichen      | Führender in der Gesamtwertung                                   |

#### Rekorde
- Ältester Fahrer, der Punkte erzielt hat (53 Jahre und 249 Tage)

### Le-Mans-Ergebnisse
| Jahr | Team           | Fahrzeug             | Teamkollege    | Platzierung | Ausfallgrund |
| ---- | -------------- | -------------------- | -------------- | ----------- | ------------ |
| 1934 | Luigi Chinetti | Alfa Romeo 8C 2300   | Luigi Chinetti | Gesamtsieg  |              |
| 1938 | Luigi Chinetti | Talbot T150 SS Coupé | Luigi Chinetti | Ausfall     | Motorschaden |